# Walter Grechenig
Walter Grechenig  (* 3. August 1986 in Spittal an der Drau) ist ein österreichischer Musiker und Komponist. Er ist Musikalischer Leiter der Gruppe "Die Fegerländer". 

## Leben
Grechenig begann seine Karriere im Alter von 8 Jahren an der Musikschule Spittal an der Drau bei Karl Unterkofler, dort wurde er musikalisch am Schlagzeug ausgebildet. Nach der 10-jährigen Ausbildung an der Musikschule, begann er ein Musikstudium am Kärntner Landeskonservatorium, welches er nach 4 Jahren im Hauptstudium Schlagwerk und im Nebenfach Posaune abschloss. Im Jahr 2006 gründete mit seinen Musikfreunden "Die Fegerländer", mit der er bis dato viele internationale Erfolge verbuchen kann. 2010 erspielten sich die Fegerländer den Europameisterschaft der böhmisch-mährischen Blasmusik und im Jahr 2012 und 2023, gewannen sie beim südtiroler Festival der böhmischen und mährischen Blasmusik "Das Goldene Flügelhorn". 2014 und 2019 traten die Fegerländer bei "Wenn die Musi spielt" ausgestrahlt im ORF und MDR auf. 2015 durften die Fegerländer am größten Open-Air-Festival Europas, dem Donauinselfest, auftreten. Hauptberuflich ist Walter Grechenig als Direktor an der Musikschule Feistritz/Drau-Weißenstein und Pädagoge für Schlagwerk tätig.

## Kompositionen (Auszug)
- Ferdinand
- Die Isel
- Wir sind Wir!

## Diskographie
- Flieg' ins Fegerland (2011)
- XXL – Das Orchester in großer Besetzung (Live in Concert) (2021)